# 阿布斯泰爾納湖

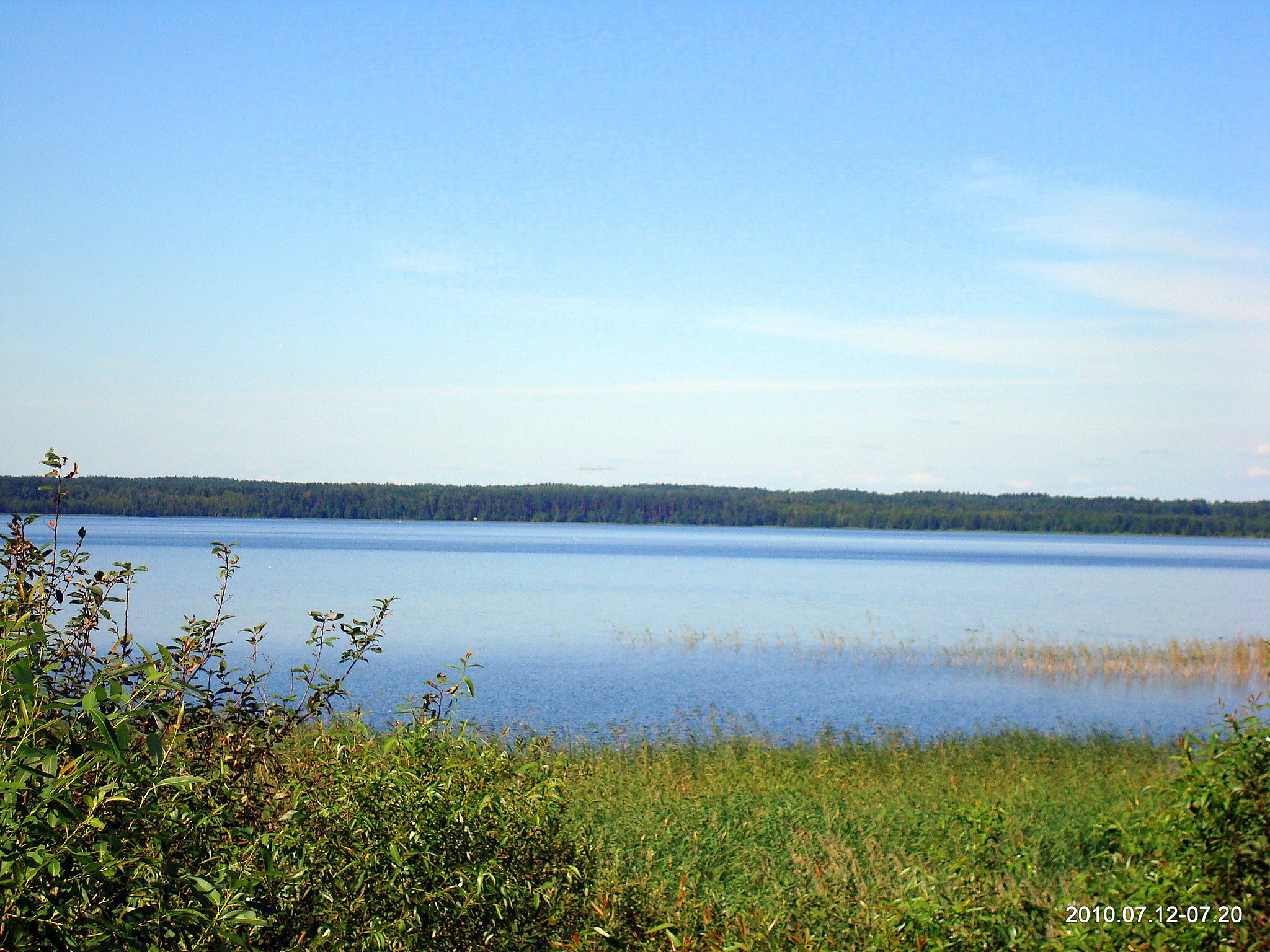
阿布斯泰爾納湖

阿布斯泰爾納湖（白俄羅斯語：Абстэрна）是白俄羅斯的湖泊，由維捷布斯克州負責管轄，位於米奧里以西14公里，長5.5公里、寬2.6公里，面積9.89平方公里，集水區面積114平方公里，湖岸線長度18.8公里，最大水深12米。